# Ягодный хребет
Я́годный хребе́т (иногда Я́годные го́ры) — хребет на Южном Урале, «тысячник» (высотой выше километра), на границе Башкирии и Челябинской области. Находится между массивом Иремель (с юга и юго-запада) и хребтом Уреньга (c севера и северо-востока). С запада и северо-запада за долиной реки Березяк от Ягодных гор находится хребет Нургуш, с юго-востока хребет Аваляк. Орографически Ягодные горы — продолжение, часть хребта Уреньга и связывает его с Иремелем. Орографически к хребту относима гряда на правом берегу реки Тюлюк, от Ягодных гор до поселка Тюлюк с вершинами Разворотня (897 м) и Мельничная гора (791 м).
Протяженность 16 километров. Высшая вершина хребта — Большая Ягодная гора (1205 м.)
Между Ягодным хребтом и хребтом Аваляк расположены Тюлюкские озёра, из которых вытекает река Тюлюк.